# Tricyclea semicinerea
Tricyclea semicinerea är en tvåvingeart som beskrevs av Mario Bezzi 1908. Tricyclea semicinerea ingår i släktet Tricyclea och familjen spyflugor. Inga underarter finns listade i Catalogue of Life.